# Corinna kochi
Corinna kochi är en spindelart som först beskrevs av Simon 1898.  Corinna kochi ingår i släktet Corinna och familjen flinkspindlar.
Artens utbredningsområde är Colombia. Inga underarter finns listade i Catalogue of Life.